# 阿达河畔瓦普里奥
阿达河畔瓦普里奥（義大利語：Vaprio d'Adda）是意大利米蘭廣域市的一个市镇。总面积7平方公里，人口7712人，人口密度1101.7人/平方公里（2009年）。国家统计（ISTAT）代码为015230。